# Gare de Leucate-La Franqui
La gare de Leucate-La Franqui est une gare ferroviaire française de la ligne de Narbonne à Port-Bou (frontière), située sur le territoire de la commune de Leucate, dans le département de l'Aude, en région Occitanie. Excentrée à environ 3 km au nord de Leucate, elle est à un peu plus d'1 km de la station balnéaire de la Franqui et à 2,5 km du bord de mer.
Elle est mise en service en 1858, par la Compagnie des chemins de fer du Midi et du Canal latéral à la Garonne.
C'est une gare de la Société nationale des chemins de fer français (SNCF), desservie par des trains express régionaux TER Occitanie.

## Situation ferroviaire
Établie à 3 mètres d'altitude, la gare de Leucate-La Franqui est située au point kilométrique (PK) 435,260 de la ligne de Narbonne à Port-Bou (frontière), entre les gares ouvertes de Port-la-Nouvelle et de Salses.

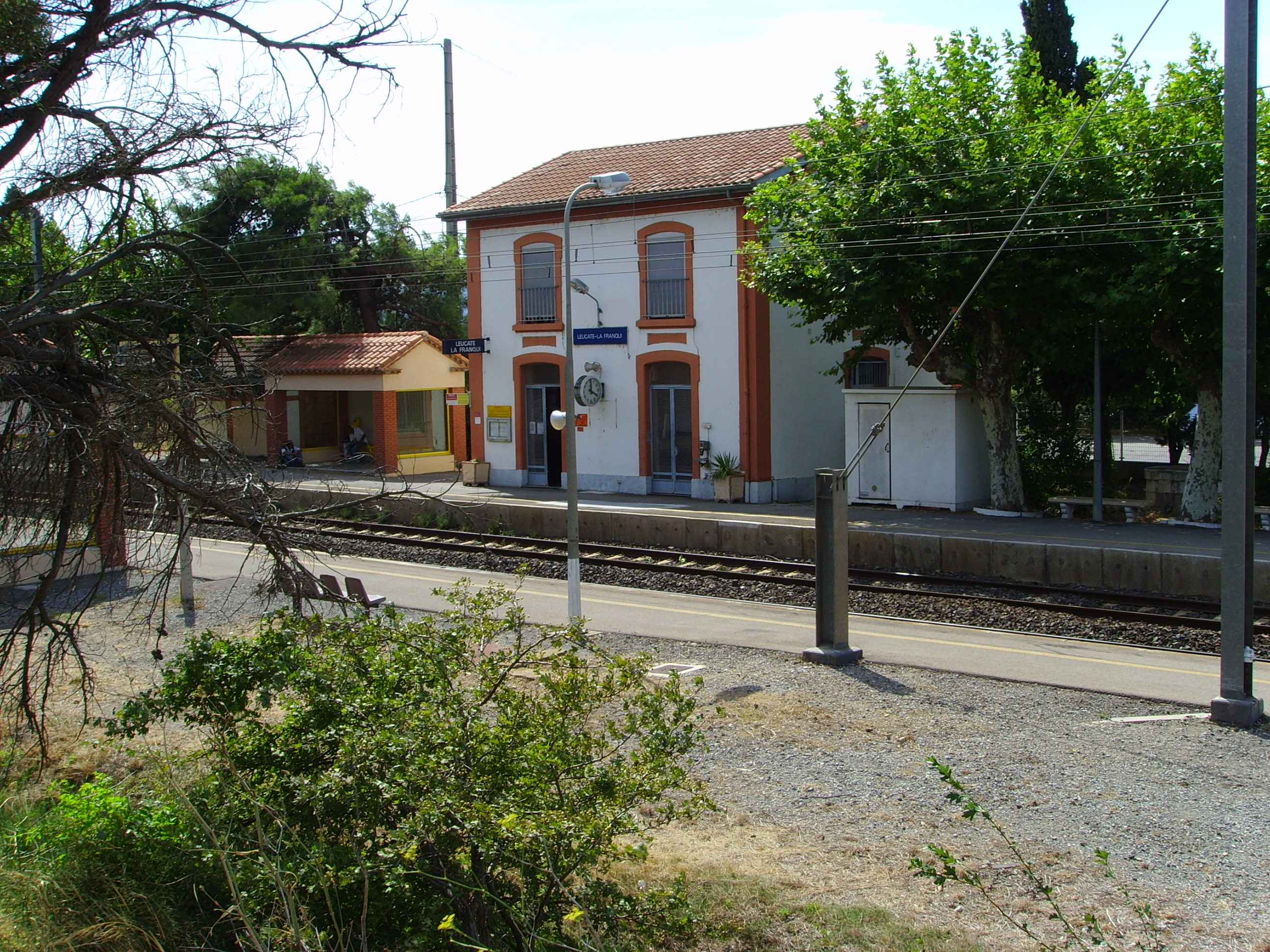
Les quais.

## Histoire
La Compagnie des chemins de fer du Midi et du Canal latéral à la Garonne, concessionnaire d'un chemin de fer de Narbonne à Perpignan, met en service la station de Leucate le 20 février 1858 avec la première section de Narbonne à Le Vernet. C'est la deuxième station après Narbonne, elle est édifiée loin de la ville près de la pointe sud de la lagune.
La gare connait l'électrification et la mise en place de la signalisation BAL actuelle en 1981.

## Fréquentation
De 2015 à 2023, selon les estimations de la SNCF, la fréquentation annuelle de la gare s'élève aux nombres indiqués dans le tableau ci-dessous.
| Année               | 2015   | 2016   | 2017   | 2018   | 2019   | 2020   | 2021   | 2022    | 2023    |
| ------------------- | ------ | ------ | ------ | ------ | ------ | ------ | ------ | ------- | ------- |
| Nombre de voyageurs | 61 925 | 58 874 | 65 525 | 53 643 | 68 400 | 63 919 | 83 945 | 107 549 | 118 543 |

## Service des voyageurs

### Accueil
Gare SNCF, elle dispose d'un bâtiment voyageurs, avec guichet, ouvert tous les jours en saison estivale et fermé les samedis, dimanches et jours fériés le reste de l'année.

### Desserte
Leucate-La Franqui est desservie par des trains du réseau TER Occitanie qui circulent entre Narbonne et Perpignan. Certains trains sont prolongés au-delà de Narbonne vers Toulouse-Matabiau ou Nîmes, Avignon-Centre et Marseille-Saint-Charles, tandis que d'autres sont prolongés au-delà de Perpignan vers Cerbère ou Portbou. Le temps de trajet est d'environ 20 minutes depuis Narbonne et d'environ 25 à 30 minutes depuis Perpignan.
Leucate-La Franqui est également desservie, l'été uniquement, par des Intercités de nuit assurant la liaison entre Paris-Austerlitz et Cerbère.

### Intermodalité
Un parking pour les véhicules est aménagé. Elle est desservie par une navette permettant de rejoindre la ville de Leucate et la station balnéaire de La Franqui.